# Bacillidae
A Bacillidae a rovarok (Insecta) osztályába és a botsáskák (Phasmatodea) rendjébe tartozó család.

## Rendszerezés
A családba az alábbi 3 alcsalád tartozik:
- Antongiliinae Zompro, 2004
- Bacillinae Brunner, 1893
- Macyniinae Zompro, 2004

## Források

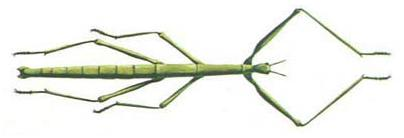
Mediterrán botsáska (Bacillus rossius)